# Chimabachinae
Sous-famille
Les Chimabachinae sont une sous-famille de lépidoptères (papillons) de la famille des Lypusidae.
Jusqu'en 2014, ce taxon était considéré comme une famille à part entière, sous le nom de Chimabachidae. Elle a été aussi été classée par certains auteurs comme une sous-famille de la famille des Oecophoridae. 
Selon Catalogue of Life (10 juillet 2à25), les Chimabachinae comportent deux genres :
- Dasystoma Curtis, 1833
- Diurnea Haworth, 1811